# Capital Mundial de l'Arquitectura
La Capital Mundial de l’Arquitectura és un esdeveniment creat el 2018 entre l’Organització de les Nacions Unides per a l’Educació, la Ciència i la Cultura (UNESCO) i la Unió Internacional d’Arquitectes (UIA). La iniciativa se celebra cada tres anys i té com a objectiu preservar el patrimoni arquitectònic en el context urbà. La ciutat és responsable d’organitzar el Congrés Mundial de la Unió Internacional d’Arquitectes.
La ciutat de Rio de Janeiro, al Brasil, va ser la primera capital mundial de l'arquitectura durant l'any 2020, però la trobada es va fer finalment el 2021 en format 100% digital. El 2021 es va designar Copenhaguen capital per l'any 2023 i Barcelona pel 2026.

## Llista de capitals
- 2026: Barcelona[4]
- 2023: Copenhaguen[3]
- 2020: Rio de Janeiro[3]